# Cedric Elysée Kodjo
Cedric Elysée Njock, né le 25 février 1993 à Gagnoa (Côte d'Ivoire) est un footballeur international ivoirien évoluant dans le club du FUS de Rabat. Il joue au poste d'attaquant.

## Biographie

### En club
Cedric Elysée Kodjo débute le football professionnel au Séwé Sports.
Le 14 juin 2018, il s'engage au Wydad de Fes. Il dispute douze matchs et atteint la finale de la Coupe du Maroc. Lors de la saison 2019-2020, il réalise une saison remarquable et est promu en Botola Pro avec le Wydad de Fes.
Le 31 octobre 2020, il est transféré au FUS de Rabat. Il est lié au club jusqu'en 2023.

### En sélection
Le 18 octobre 2015, il reçoit sa première sélection avec la Côte d'Ivoire face au Ghana (défaite, 2-1).

## Palmarès
| Séwé Sports - Coupe de la confédération : - Finaliste : 2014. |  | Wydad de Fes - Coupe du Maroc : - Finaliste : 2018. |